# 法華寺 (名古屋市)
法華寺（ほっけじ）は、愛知県名古屋市東区東桜二丁目にある日蓮宗の寺院。

## 概要
延徳2年（1490年）、織田常勝により、織田一族の祈願所として創建された寺院。法花院日授による開山。
第5世本覚院日陽は安土宗論の後に信長を説得し、日蓮宗弾圧を思いとどまらせたといい、当寺は「宗門再興の寺」と伝わるとされる。
慶長14年に現在地に移転した。以降、尾張藩の崇敬厚く、日蓮宗名古屋筆頭として扱われたという。
併設されていた壇林は寺子屋となり、明治には名古屋市立葵小学校の源流ともなった。